# Ciríac III de Kakhètia
Ciríac III de Kakhètia dit el Gran (en georgià: კვირიკე III დიდი, Kvirikè III Didi) fou un rei (corbisbe) de Kakhètia de la dinastia dels Kyriàcides o Ciriàquides del 1014 al 1029/1039.
Ciríac III era el fill del « Corbisbe » David de Kakhètia. Va succeir al seu pare com « Príncep i Corbisbe » de Kakhètia mentre que el país estava sota l'ocupació del rei Bagrat III de Geòrgia.
Els nobles de Kakhètia van aprofitar la mort del rei Bagrat III de Geòrgia i van expulsar els eristavis que Bagrat havia nomenat com a governadors; llavors van cridar Ciríac, el fill del seu antic sobirà, que va reprendre el poder. Va agafar a continuació el control de la regió veïna d'Herècia i va fer reconèixer la seva independència pel jove Jordi I de Geòrgia assumint el títol reial.
Sota el seu regnat, el regne de Kakhètia-Herètia va conèixer el seu període de més gran prosperitat i desenvolupament. D'acord amb la Crònica georgiana, Ciríac II estaria a l'origen de la gran coalició que van formar el rei Bagrat IV de Geòrgia, Liparit III (fill de Liparit II Orbeliani), Ioane o Joan Abzadze i el seu cunyat David Anholin de Lori (qualificat de rei d'Armènia) contra l'emir xaddàdida Fazl I, que fou vençut en el cantó d'Electz. Poc després, Ciríac va rebutjar una invasió dels alans o ossets que havien franquejat el Caucas i en el curs de la qual el seu rei anomenat Orduré per la Crònica, va resultar mort.
Fou sota el regnat de Ciríac que fou construïda la gran catedral d'Alaverdi, que esdevindrà el santuari funerari dels reis posteriors de Kakhètia.
Al apogeu de la seva potència, Ciríac fou assassinat al curs d'una cacera l'any 1029/1039 per un esclau osset que volia venjar el seu sobirà. Després de la seva mort, la Kakhètia-Herètia, segons Cyril Toumanoff, fou annexionada temporalment durant deu anys (1029-1039) al regne de Geòrgia.
Ciríac III no va deixar descendents. El tron torna en 1039 a la seva família en la persona de Gagik de Kakhètia, segon fill de la seva germana Zoracertel i del rei David Anholin que pertanyia a una branca menor de la dinastia bagràtida (Bagratuní) d'Armènia.